# Каратай (деревня)
Карата́й (тат. Каратай) — деревня в Арском районе Республики Татарстан, в составе Апазовского сельского поселения.

## Этимология
Топоним произошёл от микроэтнонима татарского происхождения «каратай».
Деревня "Каратай" с татарского языка переводится как "Черный жеребенок".

## География
Деревня находится на реке Шошма, в 38 км к северу от районного центра — города Арска.

## История
Основана в период Казанского ханства.
В XVIII – первой половине XIX века жители относились к сословию государственных крестьян. Основные занятия жителей в этот период – земледелие и скотоводство, были распространены валяльный, рогожный, лесной, плотничный, печной промыслы.
В «Списке населенных мест по сведениям 1859 года», изданном в 1866 году, населённый пункт упомянут как казённая деревня Каратай 2-го стана Казанского уезда Казанской губернии. Располагалась при речке Шошме, по левую сторону Сибирского почтового тракта, в 95 верстах от уездного и губернского города Казани и в 42 верстах от становой квартиры в заштатном городе Арске. В деревне, в 32 дворах жили 367 человек (182 мужчины и 185 женщин), была мечеть.
В начале XX века в деревне функционировали мечеть, водяная мельница, мелочная лавка. В этот период земельный надел сельской общины составлял 792,8 десятины.
До 1920 года деревня входила в Мамсинскую волость Казанского уезда Казанской губернии. С 1920 года в составе Арского кантона ТАССР. С 10 августа 1930 года в Тюнтерском (со 2 марта 1932 года — Балтасинский), с 10 февраля 1935 года в Кзыл-Юлском (с 18 июля 1956 года — Тукаевский), с 1 февраля 1963 года в Арском районах.
В 1931 году в деревне организован колхоз «Тан». В 1957 году колхоз деревни вошёл в состав объединённого совхоза «Северный». С 1967 года совхоз «Ватан», с 2010 года «Агрофирма «Ватан».

## Население
| 1782 | 1859 | 1897 | 1908 | 1920 | 1926 | 1938 | 1949 | 1958 | 1970 | 1979 | 1989 | 2002 | 2010 | 2015 |
| ---- | ---- | ---- | ---- | ---- | ---- | ---- | ---- | ---- | ---- | ---- | ---- | ---- | ---- | ---- |
| 56   | 367  | 499  | 590  | 477  | 388  | 361  | 269  | 186  | 164  | 150  | 144  | 117  | 98   | 104  |

Национальный состав деревни — татары.

## Экономика
Жители работают преимущественно в «Агрофирме «Ватан», занимаются полеводством, мясо-молочным скотоводством.

## Религия
Мечеть (с 2004 года).
Религия-Ислам